# Občanské sdružení Horní náměstí
Občanské sdružení Horní náměstí je volné účelové sdružení fyzických a právnických osob, které spojuje stejné či podobné smýšlení o nezbytnosti ochrany přírody a krajiny a zachování zdravé kvality bydlení v Bystrci II, jakož i v širším okolí této lokality. Všichni členové sdružení se na základě své svobodné vůle hodlají zasazovat o zachování zdravého životního prostředí, ochranu veřejného zdraví a zachování nejvyšší kvality bydlení v uvedených lokalitách a usilovat, aby tyto hodnoty nebyly narušovány při rozvoji podnikání a výstavby.

## Název a sídlo sdružení
Název sdružení zní občanské sdružení „Horní náměstí“, sídlo sdružení je Lýskova 7, 635 00 Brno-Bystrc, IČO 26577755.

## Účel a cíl sdružení
Účelem sdružení je vytvořit spojením osob stejného smýšlení a vůle organizaci způsobilou dovolenými postupy a zákonnými prostředky veřejně jednat s cílem ochránit přírodu a krajinu, nejvyšší kvalitu bydlení v MČ Brno-Bystrc a v přilehlých lokalitách před veškerými, nevhodnými podnikatelskými záměry, investičními akcemi a stavbami, zvláště pak před výstavbou polyfunkčního centra vedeného pod názvem „Bystrc centrum ulice Kamechy a Lýskova“ umístěného v Bystrci II. Tato výstavba může tuto kvalitu bydlení ohrozit, případně ohrozit veřejné zdraví nebo životní prostředí. Předmětem činnosti sdružení je tedy ochrana veřejných zájmů chráněných podle platné legislativy České republiky a Evropské unie.
Sdružení hodlá svou činností získávat podporu veřejnosti, jiných zájmových organizací činných v ochraně životního prostředí a ekologie, orgánů města Brna, městských částí města Brna a příměstských obcí, státních orgánů i různých organizací k naplnění shora uvedeného cíle a fakticky tak realizovat obsah Aarhuské úmluvy, tedy zajistit zpřístupňování informací o životním prostředí veřejnosti, aktivní účast veřejnosti v rozhodovacích procesech týkajících se životního prostředí a právní ochranu v záležitostech životního prostředí dle vnitrostátního, jakož i komunitárního práva.

## Historie a současnost
Sdružení bylo založeno v říjnu 2008 jako reakce na záměr vystavět na Horním náměstí v Bystrci tzv. Polyfunkční centrum. Sdružení organizuje různé protestní akce proti výstavbě. Dnes jsou témata, kterými se sdružení zabývá širší než v době vzniku. Sdružení se snaží například o řešení problémů spojených s novou výstavbou v Bystrci a potížemi s otevřeností veřejné správy. Občanské sdružení Horní náměstí vydává zpravodaj Bystrčník.
Předsedkyní občanského sdružení od jeho založení až do současnosti je Ing. Anežka Jenešová.
Členové sdružení vstoupili aktivně do komunální politiky účastí ve volbách v říjnu 2010, v nichž kandidovali za volební stranu Zelená pro Bystrc, za Věci veřejné a KSČM. Zastupitelem Bystrce se v těchto volbách stal člen výboru OS Horní náměstí Ing. Luboš Raus (Zelená pro Bystrc). Na přelomu května a června 2014 ohlásili členové sdružení vytvoření společné kandidátky nezávislých a hnutí Starostů a nezávislých pod názvem Bystrčáci pro komunální volby toho roku.

## Kritika
V únoru 2009 vložila redakční rada radničního periodika městské části Brno-Bystrc Bystrcké noviny leták, kritizující údajně neobjektivní, lživé a matoucí informace, rozšiřované sdružením Horní náměstí. Protesty proti výstavbě Polyfunkčního centra na Horním náměstí jsou někdy interpretovány jako snaha bránit ve zlepšování služeb pro občany (nákupních možností). Kritika bystrcké radnice, publikovaná (i) občanským sdružením, vyvolala spor napadených osob s autory tvrzení u přestupkové komise. Komise dala zapravdu žalobcům, přiklonila se k jejich názoru, že jejich čest a dobré jméno byly výroky žalované strany poškozeny. Spor však byl ukončen pro uplynutí promlčecí lhůty.
Část místních politiků (ODS) tvrdí (2010, 2011), že občanské sdružení Horní náměstí rozšiřuje lži. Zdůvodňují tím svá odmítnutí odpovědí na otázky členů sdružení.